# Тихвинская водная система
Тихвинская водная система — одна из трёх водных систем, соединявших Волгу с Балтийским морем, движение по ней было открыто в 1811 году. Система начинается от Волги и проходит по Мологе, Чагодоще, Горюну, озеру Вожанскому, Соминке, озеру Сомино, Валченке (Валчине), Тихвинскому каналу, озеру Крупино, озеру Лебедино, Тихвинке, Сяси, Сясьскому и Ладожскому каналам и Неве.
Длина пути «Волга-Балтика» через Тихвинскую систему была самой короткой по сравнению с Мариинским и Вышневолоцким маршрутами. Проект системы не был реализован полностью, что не позволяло использовать суда большой грузоподъёмности.

## История
Впервые идея сооружения водной системы соединяющей Мологу и Сясь была обозначена в указе Петра I от 1712 года о исследовании этого маршрута. До строительства тогда дело не дошло — были выбраны другие направления сооружения водных путей. В 1753 году Сясь с Мологой предлагал соединить граф Шувалов. Был составлен проект водной системы, утверждённый императором Петром III. Общая стоимость работ была означена в 968 тысяч рублей. Проект несколько раз дорабатывался, а работы, то останавливаясь на несколько лет, то возобновляясь, происходили только на небольшой части Тихвинской системы — Сясьском канале.
В 1802 году начались работы по строительству водной системы, в том числе — Тихвинского канала шириной 12 м и глубиной 1,5 м, проходящего через водораздел. Шлюзы были сооружены как на Тихвинском канале, так и на реках Сомине, Валчине и Тихвинке. В 1811 году водная система была открыта. В 1833 году была построена плотина со шлюзом на Сяси, но через 20 лет она была разрушена во время ледохода и затем не восстанавливалась. В середине XIX века десятки шлюзов были перестроены, при этом они были расширены на 0,6 м до ширины 4,9 м. В 1880-е годы произошла очередная перестройка шлюзов. Они были удлинены с 19 до 26 метров, ширина входа в шлюз увеличена с 4,3 до 5,3 метров.

## Маршрут

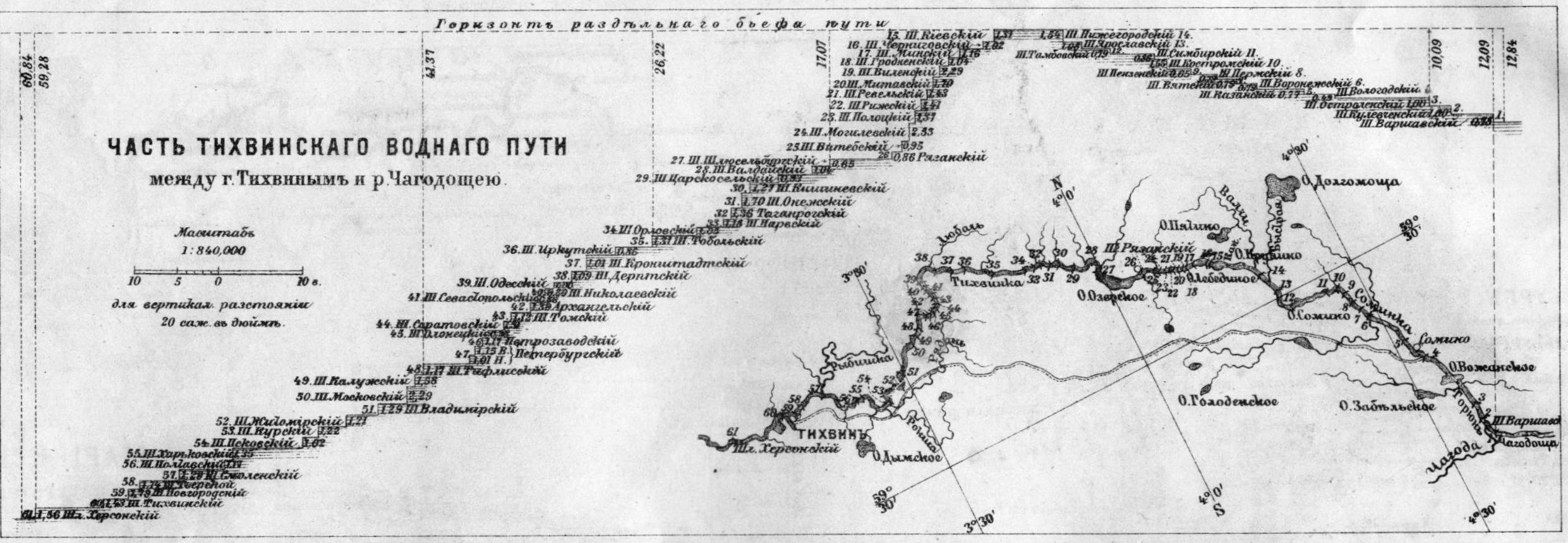
Часть Тихвинского водного пути (1898 год)

Водная дорога с Волги в столичный Петербург начиналась на месте современного Рыбинского водохранилища, проходила по рекам Мологе, Чагодоще, Горюну, Соминке, Валченке, далее по Тихвинскому соединительному каналу, по рекам Тихвинке, Сяси, Сясьскому каналу, Старо-Ладожскому каналу, Ладожскому озеру, и реке Неве.

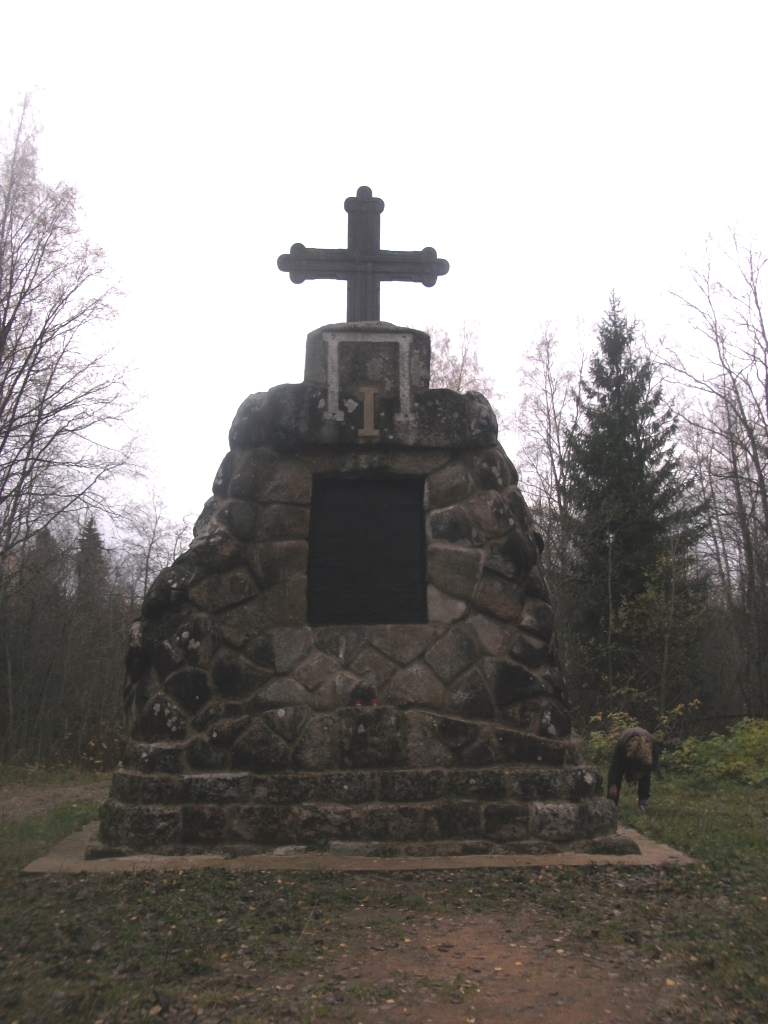
Памятник Петру I у соединительного канала со стороны бассейна Невы

Длина всей системы составляла 654 версты, 176 из которых — шлюзованные участки. Всего было 62 шлюза, 2 вспомогательных, питательных резервуара, всех пристаней — 105, важнейшие из которых Весьегонск, Сомино, Тихвин, Колчаново, Реброво и Сясьские Рядки. Пароходство осуществлялось по Мологе и Сяси, на остальном пути — конная тяга. Суда шли от Рыбинска до Санкт-Петербурга 29 дней. Находилась в ведении Вытегорского округа путей сообщения.
Тихвинский путь был самым коротким: от Рыбинска до Петербурга — 924 км, тогда как по Мариинской системе — 1143 км, а по Вышневолоцкой — 1440 км. Кроме того, судоходство по Тихвинской системе шло в обе стороны, что нельзя было осуществить на Вышневолоцкой.

#### Шлюзы Тихвинского водного пути (на 1916 г.)
- № 1. 359-я верста от Мологи. Варшавский. Падение 1,50 саж.
- № 2. 366. Кулевченский. 0,93 саж.
- № 3. 368. Остроленский. 0,95 саж.
- № 4. 380. Вологодский.
- № 5. 383. Казанский. 0,71 саж.
- № 6. 390. Воронежский. 0,52 саж.
- № 7. 392. Вятский. 0,59 саж.
- № 8. 394. Пермский. 0,91 саж.
- № 9. 396. Пензенский. 0,53 саж.
- № 10. 399. Костромской. 1,01 саж.
- № 11. 400. Симбирский. 0,65 саж.
- № 12. 406. Тамбовский. 0,64 саж.
- № 13. 410. Ярославский. 0,83 саж.
- № 14. 413. Нижегородский. 1,78 саж.
- № 15. 420. Киевский. 1,72 саж.
- № 16. 421. Черниговский. 0,94 саж.
- № 17. 424. Минский. 1,47 саж.
- № 18. 426. Гродненский. 1,61 саж.
- № 19. 426. Виленский. 1,61 саж.
- № 20. 426. Митавский. 1,60 саж.
- № 21. 427. Ревельский. 1,38 саж.
- № 22. 427. Рижский. 1,36 саж.
- № 23. 427. Полоцкий. 1,44 саж.
- № 24. 428. Могилевский. 1,81 саж.
- № 25. 428. Витебский. 1,32 саж.
- № 26. 429. Рязанский. 0,90 саж.
- № 27. 437. Шлиссельбургский. 0,77 саж.
- № 28. 440. Валдайский. 0,80 саж.
- № 29. 445. Царскосельский. 0,95 саж.
- № 30. 448. Кишиневский. 1,28 саж.
- № 31. 448. Онежский. 1,60 саж.
- № 32. 449. Таганрогский. 1,61 саж.
- № 33. 451. Нарвский. 1,35 саж.
- № 34. 454. Орловский. 1,01 саж.
- № 35. 460. Тобольский. 1,97 саж.
- № 36. 464. Иркутский. 0,77 саж.
- № 37. 468. Кронштадтский. 0,99 саж.
- № 38. 470. Дерптский. 0,91 саж.
- № 39. 472. Одесский. 1,07 саж.
- № 40. 477. Николаевский. 0,78 саж.
- № 41. 477. Севастопольский. 1,02 саж.
- № 42. 477. Архангельский. 1,29 саж.
- № 43. 479. Томский. 1,08 саж.
- № 44. 479. Саратовский. 1,43 саж.
- № 45. 480. Олонецкий. 1,13 саж.
- № 46. 480. Петрозаводский. 1,12 саж.
- № 47. 481. Верхний Петроградский. 1,12 саж.
- № 48. 481. Нижний Петроградский. 0,85 саж.
- № 49. 487. Тифлисский. 1,10 саж.
- № 50. 488. Калужский. 1,66 саж.
- № 51. 489. Московский. 1,45 саж.
- № 52. 494. Владимирский. 1,22 саж.
- № 53. 498. Житомирский. 0,96 саж.
- № 54. 501. Курский. 1,09 саж.
- № 55. 502. Псковский. 1,33 саж.
- № 56. 510. Харьковский. 1,42 саж.
- № 57. 511. Полтавский. 1,34 саж.
- № 58. 519. Смоленский. 1,39 саж.
- № 59. 523. Тверской. 1,46 саж.
- № 60. 524. Новгородский. 1,54 саж.
- № 61. 527. Тихвинский. 1,21 саж.
- № 62. 539. Херсонский. 1,57 саж.

## Пассажирское сообщение по Тихвинской водной системе
- 1952—1953 гг. — в Тихвине работала прогулочная линия Тихвин, Советский мост — Херсонский шлюз. Пассажирский катер «Гомель» совершал 4 рейса по воскресеньям.
- 1960—1962 гг. — был катер и паром Пашозеро-Бирючево
- 1957 г. — речной катер «Бокситогорск» был переоборудован из грузового в пассажирский, его планировалось использовать на линии Ефимовский — Сомино — Рязанский шлюз.
- 1958—1962 гг. — катер «Бережок» работал на линии Тихвин — Херсонский шлюз, 3 рейса в сутки.
- 1959—1960 гг. — в Тихвине работал дополнительный грузо-пассажирский катер «402» на 40 мест.
- 1966—1967 гг. — теплоход «402» курсировал по маршруту Тихвин — Херсонский гидроузел, 7 рейсов в неделю по пятницам, субботам и воскресеньям, в будние дни — прогулочные рейсы.
- С 1976 г. прогулочные рейсы прекратились, так как катер был списан. Вместе с этим прекратилось и пассажирское сообщение по Тихвинской системе.

## В советское время
В течение 150 лет Тихвинская водная система была жизненно необходима краю, но постепенно необходимость в ней становилась всё меньше и меньше. Тихвинская водная система угасла.

В советский период система использовалась для местного судоходства (грузового и пассажирского) в пределах Ленинградской области. В 1956 году она была официально закрыта, но полная ликвидация затянулась до 1968 г. 

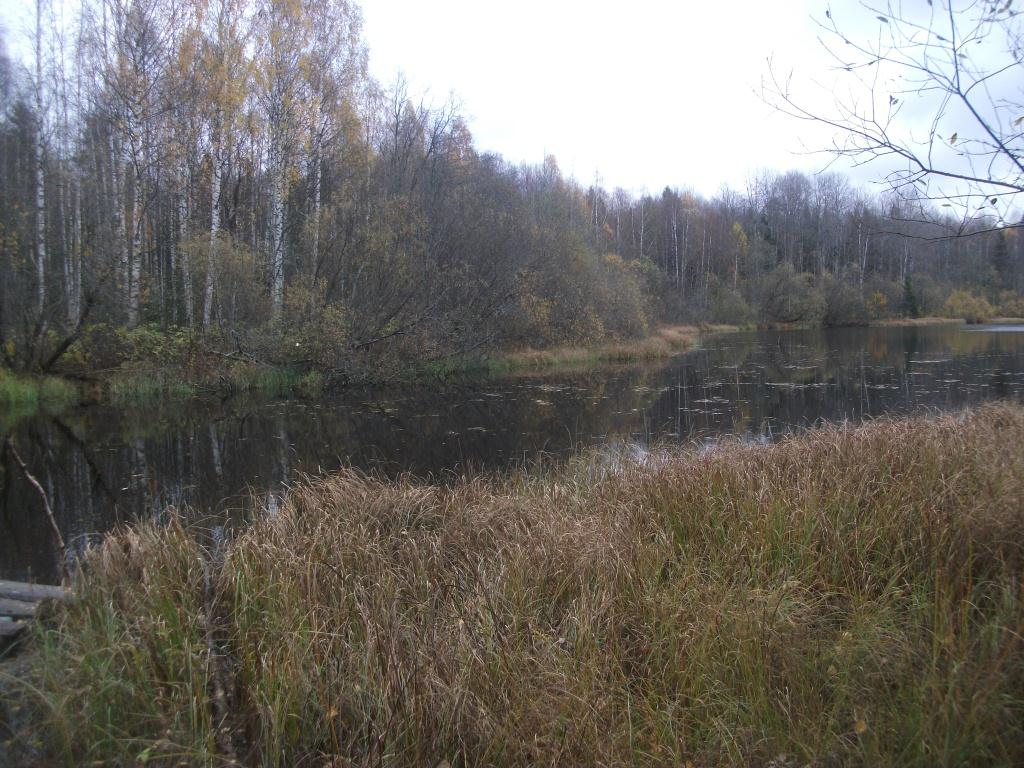
Тихвинская система, соединительный канал на Невско-Волжском водоразделе

## Современное состояние
В настоящее время сооружения системы, в том числе шлюзы, разрушены. Водораздельная часть, включая соединительный канал, по воде непроходима. В качестве музейного экспоната в г. Тихвине в 1980-е годы были восстановлены один шлюз и плотина, находящиеся возле Успенского монастыря, но весенним паводком 2005 года шлюз был разрушен. В 2012 году началось строительство и восстановление тихвинского шлюза, которое закончилось к весне 2014 года, а торжественное открытие состоялось 9 июля 2014 года, в день празднования Тихвинской иконы Божией Матери.
В последние годы работы системы использовался участок длиной 17 км в пределах города Тихвина. В период своего функционирования система находилась на балансе Управления Волго-Балтийского водного пути и Северо-западного речного пароходства. В последние годы активно обсуждается возможности восстановления системы или её отдельных частей.